# Dvin
Dvin (armeni: Դվին) fou una ciutat d'Armènia, de la qual fou capital des de vers el 332 fins al tomb de l'any 700. El seu nom és d'origen part i voldria dir ‘turó’. Fou fundada pel rei Khosrov II d'Armènia a la vora del riu Azat, afluent de l'Araxes, com a nova capital, designada per substituir Vagharxapat i Artàxata (vers 332).

## Història

### Dvin dins la Persarmènia
El 387 va quedar a la Persarmènia i el 426 va esdevenir la seu dels marzbans perses i després dels catolicós. El 481 fou evacuada pel marzban i ocupada pels rebels, i després evacuada per aquests, però finalment es van imposar i s'hi van establir definitivament el 484 quan el marzban Shahpuhr de Rayy va sortir del país després d'una greu derrota dels sassànides contra els huns heftalites. El patriarca del país va decidir traslladar llavors la seu patriarcal a Dvin i el 506 s'hi va celebrar un primer Concili i el 554 un segon concili o sínode que va trencar amb l'església grega i va crear l'església armènia. L'era armènia va començar després d'aquesta decisió l'1 de juliol del 552. El 570 (o 571) el marzban Surenes va fer matar el cap nacionalista Manuel Mamiconi. Això fou un greu error doncs, car els nakharark del partit nacionalista es van revoltar. La direcció de la rebel·lió fou assumida per sa germà Vardanes III Mamiconi i pel patriarca Joan II Gabelian. Els rebels es van concentrar a Artàxata (primavera del 571 o febrer del 572). El poble de Dvin es va revoltar i el marzban Surenes i la seva guàrdia foren massacrats. La guarnició persa va fugir, però els perses van tornar i la van recuperar. Els rebels van demanar ajut a Constantinoble i l'emperador Justí II els el va acordar (572). Vardan III va entrar per segona vegada a Dvin, després d'una lluita que va comportar la destrucció parcial de la ciutat.

### Frontera amb l'Imperi Romà d'Orient
El 590 un exèrcit romà d'Orient sota el comandament del patrici Joan va entrar a Persarmènia i va assetjar Dvin. Tanmateix, abans de prendre-la el pretendent al tron persa, Còsroes II, fill d'Hormidz IV, es va refugiar a l'Imperi Romà d'Orient i va prometre cedir la Mesopotàmia del nord, part d'Armènia i Ibèria fins a Nisibe als romans d'Orient si l'ajudaven a prendre el poder. Maurici va decidir ajudar-lo i els romans d'Orient van passar a l'ofensiva deixant la lluita davant Dvin. Còsroes II va accedir al tron i el nou rei va complir la seva paraula i va tornar als romans d'Orient (591) els territoris promesos inclòs una part d'Armènia fins a Dvin (la frontera entre perses i romans d'Orient es va establir als rius Hurazdan i Azat). Dvin ciutat restava en territori persa i cap a l'oest era romà d'Orient.

### Guerra romano-persa
El 602 Maurici fou enderrocat i mort per Focas. Còsroes de Pèrsia, aliat de Maurici, clamant venjança, va declarar la guerra a l'imperi, guerra que durarà 25 anys (604 a 629). Ja el 603 un exèrcit dirigit per Djuanveh (transcripció armènia) es va establir a Dvin. Els perses van obtenir nombroses victòries. El 607/608 es va reconstruir la catedral. El 623 l'emperador Heracli, va iniciar una contraofensiva. Va passar per Teodosiòpolis i va anar fins a Dvin ocupant ambdues ciutats i va seguir fins a la Mèdia arribant prop de Gandja. El 628 es va fer la pau que va restablir les fronteres anteriors.

### Conquesta àrab
Vers el 642 els àrabs van envair a Armènia per Taron, Beznunik, Akhiovit i Kogovit i van entrar al Airarat cap a Dvin. El nakharar Vardik de Mokq va guiar als àrabs. Dvin fou ocupada el 6 d'octubre del 642. Dotze mil armenis foren massacrats i 35.000 foren fets presoners. El governador Teòdor Restuni va intentar atacar-los en retirar-se però fou derrotat. Desapareguts els sassànides, els romans d'Orient dominaven tota l'Armènia. L'emperador Constantí II el 647 va voler cohesionar el país i va demanar la unió de l'església armènia a l'església ortodoxa grega. Un concili es va fer a Dvin vers el 648 però la proposta fou rebutjada.
El 654 Habib ben Maslama va concedir una capitulació a Dvin o li va garantir la seguretat a canvi d'un tribut. El califa Moawiya va donar a l'Armènia autonomia local i set anys d'exempció d'impostos a canvi de pagar 500 dinars de plata a l'any i d'aixecar un exèrcit de quinze mil homes pel califa; cap força estrangera podria entrar a Armènia però els àrabs no hi enviarien tampoc guarnicions, però sí exèrcits si era envaïda pels romans d'Orient. Una assemblea de nakharark va acceptar la proposta i Gregori Mamiconi i Simbaci II Bagratuní es van constituir en ostatges del califa. Constantí II va reaccionar i va envair Armènia el 654. Es van enviar oficial a detenir el governador Teòdor Reixtuní, però aquest els va empresonar i després es va refugiar a l'illa de Althamar al llac Van. L'emperador va entrar a Dvin i s'hi va establir. Musel Mamiconi fou nomenat cap de la cavalleria i lloctinent general. Llavors va imposar la doctrina del concili de Calcedònia. Finalment l'emperador va retornar a Constantinoble i va nomenar governador a Maurianos. El 655 Un exèrcit àrab va fer reconèixer la sobirania del califa a tots els nakharark. Teòdor va entrar a Dvin amb els àrabs, que després van tornar a Síria. El general Habib Ibn-Maslama es va establir al Aragadzotn com una espècie d'ambaixador i àrbitre. Maurianos va contraatacar i va recuperar Dvin, però quan anava cap a Nakhichevan (656) fou sorprès pels àrabs i derrotat. Maurianos va fugir cap a Geòrgia i els àrabs van recuperar Dvin.

### Retirada del Patriarca
Des del 705 fou capital de l'ostikanat d'Armènia (si bé ja abans els caps militars àrabs hi residien). L'ostikan Abd al-Aziz (706-709) va reconstruir les muralles de la ciutat. El 719 s'hi va celebrar un concili. El patriarca David I d'Aramuniq (728-741) que residia a Dvin, considerant que la ciutat, que estava esdevenint una ciutat musulmana i era la residència dels emirs o governadors àrabs, va decidir traslladar la residència a la seva vila natal (Aramuniq) i Dvin va començar a declinar com a ciutat armènia. Un palau àrab per l'emir (Dar al-Imara), una mesquita, una presó, i altres edificis hi foren construïts pels àrabs. Vers el 710 fou fortificada.

### La revolta del 771-775
Musel Mamiconi encapçalava la resistència armènia a les muntanyes el 771 i va obtenir alguns èxits notables, essent el principal la derrota de la guarnició àrab de Dvin (quatre mil homes) que havia sortit a perseguir-lo, derrota que fou obra de Musel amb només 200 homes.
A partir del 789 els ostikans van començar a residir temporades a Partav (Bardaa), sense abandonar definitivament Dvin. Després del 790 es va revoltar a Aghuània Abu Muslim al-Shari, que el 794 es va presentar davant de Dvin, que va assetjar durant quatre mesos, sense aconseguir ocupar-la; finalment les forces rebels es van retirar.

### Dvin sota els qaisites o djahàpides de Manazkert
Vers el 812 fou ocupada per l'emir qaisita de Manazkert Djahap al-Qaisi. El califa va nomernar a Abd al-Malik ben Djahap com ostikan, però la situació no va durar i als pocs mesos el va destituir i va nomenar al seu lloc a Tahir ben Muhàmmad al-Sananí al que ja havia enviat abans a Bardaa o Partav. Abd al-Malik es va revoltar i va arribar a assetjar al nou ostikan a Bardaa i llavors es va sotmetre a canvi de la seva seguretat.
Més tard Shapuh, germà del cap armeni Asoci IV Bagratuní, fou enviat contra Abd al-Malik, el fill de Djahap (en revenja per una incursió d'aquest a Taron), i va saquejar la regió de Dvin, i quan tornava els àrabs van sortir de la ciutat per perseguir-lo, moment en què els àrabs de la ciutat es van revoltar. Segons l'historiador Vardan, Abd al-Malik fou mort pels rebels (després del 820) però el mateix historiador en un altre paràgraf diu que la mort de l'emir fou obra del mateix Asoci Msaker. En aquest temps el ostikan d'Armènia ja no residia a Dvin, sinó a Partav (Bardaa).

### Dvin part de l'ostikan d'Armènia
Bogha al-Khabir va tenir Dvin com a quarter general per Armènia del 852 al 854. A partir de vers el 862 el territori de Dvin, anomenat pels armenis província d'Ostan, va esdevenir possessió dels nakharark Bagratuní amb Asoci I el Gran, proclamat rei (no obstant els ostikans hi van seguir residint). Per aquest temps es va produir un terratrèmol que va afectar la ciutat. A la dècada del 880 els ostikans van abandonar Dvin tot i que Asoci residia a Bagaran.. Després del 890 Simbaci I el Màrtir va combatre els emirs Muhammad i son germà Umay o Umayya, d'origen no conegut, que governaven a Dvin per compte del rei fins que es van revoltar; els va derrotar i els va enviar a l'emperador romà d'Orient.

### Dvin sota els sàjides
De resultes d'això al-Afxín as-Sají de l'Azerbaidjan va envair Armènia i va ocupar Dvin. El 893 la ciutat fou destruïda per un gran terratrèmol. El palau del patriarca, que almenys des del 886 tornava a ser a Dvin, fou destruït i el patriarca va traslladar la residència a la veïna Eshmiadzin.
El 899 Afshin va instal·lar a Dvin com a governador al seu propi fill Diwdad amb un eunuc de confiança de nom Yusuf. El rei armeni Simbaci es va entrevistar amb l'eunuc Yusuf, i a costa de molts regals va aconseguir que el deixes tranquil en els dominis reials, però no va obtenir cap més promesa per a altres territoris. Yússuf es va enemistar am Afshin, i per por, va fer alliberar els seus ostatges armenis, especialment Asoci el Ferro, fill del rei, i la cunyada (esposa de Musel, germà del rei) i va fugir amb ells cap a Armènia. El rei li va fer molts regals i el va fer ric i Yússuf se'n va anar a viure a Egipte (on un dia es va saber la seva traïció i el van matar). Afshin estava reunint a Bardaa un exèrcit per castigar Yússuf quan va morir (març del 901). Diwdad, el seu fill, va tornar precipitadament a l'Azerbaidjan i les tropes que restaven també van tornar. Diwdad ben Afshin no va aconseguir el poder doncs fou expulsat pel seu oncle Yússuf ibn Abi-s-Saj (agost del 901). Yússuf va ocupar altra vegada Dvin (902) i fins i tot va acabar per matar el rei Simbaci I el 914 a la mateixa Dvin.
Vers el 919, presoner Yússuf as-Sají del califa, el seu lloctinent Subuk (Sbuk o Sunbuk) va exercir el poder a Dvin, va afavorir al anti-rei armeni conegut com a Asoci l'sparapet, i va rebutjar (vers 921) un atac romà d'Orient (Joan Kurkuas o Corcuas). Subuk va morir el 922 i el va succeir el seu ghulam Nasr Subuki. El 923 el rei d'Armènia va decidir anar al Azerbaijan i fer homenatge a Yusuf. Aquest el va reconèixer i li va donar la corona reial. Li va donar autorització per sotmetre a Asoci l'sparapet, que era a Dvin sota la protecció de Nasr. Asoci va atacar Dvin, però fou rebutjat amb moltes pèrdues. El patriarca Joan va ajustar una treva. Des de llavors, tanmateix, Asoci ja no va tenir el suport sàjida. El 924 Nasr fou cridat per Yússuf i substituït per Bashir o Bishr o Bekr, que va retirar qualsevol suport a Asoci; Bekr va provar de capturar al rei armeni Asoci II el Ferro, sense èxit; els atacs musulmans al Shirak foren contestats pel rei, sobretot per la gent de Georgi Marzpetuni, que els va fer retirar cap a Dvin. Vers el 927, al sortir Yússuf per ordre del Califa a lluitar contra els càrmates, Nasr va recuperar el seu lloc. Vers el 928 va ciutat fou atacada altre cop pel romà d'Orient Joan Corcuas que fou rebutjat per Nasr. Des del 929 tant a l'Azerbaidjan com a Dvin van governar oficials sàjides (de l'emir Muflih) dels que no es coneixen els noms.

### Dvin sota els musafírides
El 941 Dvin pertanyia a Daysam ben Ibrahim al-Kurdi (en aquest temps es va encunyar la darrera moneda a la ceca de Dvin) però vers el 942 en fou expulsat per Marzuban ben Muhammad ben Musafir, de la dinastia musafírida o sallàrida; el 949 dos aventurers Fadl ben Djafar al-Hamdami i Ibrahim al-Dabbi van prendre el poder a la ciutat aprofitant la derrota i captivitat de Marzuban davant el buwàyhida Rukn al-Dawla, però al cap d'uns mesos tornava a estar en mans de Daysam que va expulsar els dos caps.
El 951, sense que se sàpiga com, Muhammed ben Shaddad va prendre el poder a Dvin i va dominar la regió entre el Kura i l'Araxes. Per tres vegades fou atacat Muhammad a Dvin: la primera pel musafírida Ibrahim ben Marzuban, que fou rebutjat i llavors Muhammad va construir una fortalesa als afores de la ciutat; a la segona Ibrahim va aconseguir ocupar la ciutat i posar-hi una guarnició, però al cap d'un temps els habitants es van revoltar i van cridar altra vegada a Muhammad. La tercera vegada fou atacada per Asoci III el Misericordiós d'Aní (953-977) que fou rebutjat. Vers el 954 Marzuban que ja havia estat alliberat i havia derrotat a Daysam ben Ibrahim al-Kurdi a l'Azerbaidjan, va atacar Dvin. Muhammad va fugir a Baspracània i després va passar a Constantinoble buscant ajuda per recuperar el poder però va morir el 955. Un dels seus tres fills governarà aviat a Dvin, però vers el 957 Asoci va ocupar Dvin i la va conservar fins al 966 quan va passar al musafírida Ibrahim ben Mazurban

### Coltene conquesta Dvin
Dvin va restar en mans del musafírides fins al 982 o 983. Musel rei de Kars es va aliar vers el 983 al musafírida Abul Haidja (Ablhadj) ben Ibrahim ben Mazurban, emir de Dvin i Azerbaidjan. Aquest va entrar al Vanad (Kars) però hi va fer destruccions d'esglésies i en fou expulsat; llavors va atacar a l'emir de Coltene (Ordubad, al sud-est de Nakhichevan), Abu Dulaf al-Shaybani (probablement seria al-Shaddadi, a les fonts armènies Aputluph), però aquest el va derrotar i li va prendre les seves possessions armènies, principalment Dvin. Coltene va dominar Dvin fins al 987.

### Dvin sota els rawwàdides
Vers el 987 l'emir Rawwàdida Abul Haidja al-Rawwadi al-Kurdi va derrotar el seu enemic l'emir Abu Dulaf de Coltene (el 971 els shaddàdides s'havien apoderat de Gandja i en els següents anys havien dominat entre el Kura i l'Araxes a costa del Rawwàdides) i va seguir fins a Dvin, que se li va sotmetre. Llavors es va considerar ostikan d'Armènia com temps enrere i va emanar el tribut als prínceps armenis. Simbaci II el Cosmocràtor d'Aní per evitar la guerra va pagar el tribut demanat i després d'això l'emir va retornar a l'Azerbaidjan.

### Dvin disputada entre Aní i els shaddàdides
El 988 l'emir va morir durant una expedició a Baspracània i el seu fill i successor Mamlam ben Abul Haidja va signar un tractat de pau amb Simbaci II, però immediatament va perdre Dvin davant Abu Dulaf (vers 989) que la va tenir un temps per després perdre-la vers el 993 a mans de Gaguik I d'Armènia (989-1020) quant davant d'una gran coalició armènia es va retirar a l'Arran a les seves possessions. Gaguik va nomenar governador a David Dunaci. El 1021 Dvin fou atacada pels dailemites (Daylam en armeni Delmiq).
El rei Joan-Simbaci d'Aní la va perdre el 1022 davant Fadl I de Gandja, que va imposar tribut a Aní. El seu fill Abul Aswar Shawur fou nomenat governador mentre Fadl I governava a Gandja. Després Abul Aswar (o Abul Uswar) va exercir el domini de totes les possessions shaddàdides del 1049 al 1067. Vers el 1030 l'emir de Dvin Abul Uswar (armeni Apu-Svar, pels romans d'Orient Aplesphares) es va barallar amb el rei de Lorí David Anholin, del que era cunyat, i va envair el territori del regne de Lorí ocupant una part (el sud) i al cap d'un any es va preparar per atacar el nord. David va demanar ajut al rei d'Aní que va enviar tres mil homes; al de Siunia (anomenat per Mateu d'Edessa com "rei de Kapan") que igualment va enviar tres mil homes; a Bagrat IV de Geòrgia que va enviar un contingent dirigit per Liparit Orbelian del que feien part uns centenars de soldats del rei de Kakhètia Ciríac III el gran i uns quants de l'emir de Tbilisi; i al patriarca Hovseph d'Aghuània que dirigís als religiosos i monjos. Amb aquesta ajuda els musulmans foren derrotats i David va fer molt de botí i va recuperar tot el terreny perdut.
Vers el 1044, els romans d'Orient que assetjaven Aní, es van aliar a Abul Uswar de Dvin al que el parakimomene Nikolaos (l'eunuc encarregat de la conquesta d'Aní) va demanar atacar la ciutat a canvi de diners i dignitats però l'emir va demanar la possessió dels territoris que conquerís i finalment l'emperador ho va acceptar per un crisòbul segellat amb la gran butlla d'or reservada als caps d'estat aliats. Abul Uswar va atacar Shirak i va conquistar alguna fortaleses i viles (1044). Els nakharark d'Aní, comprenent que el rei Gaguik II d'Armènia (virtual presoner romà d'Orient) no podria tornar, van estudiar donar la corona al bagràtida David Anholin de Lorí o a l'emir de Dvin Abul Uswar, casat amb una germana de David Anholin, però el patriarca Petros no aprovava cap dels candidats i finalment va acordar l'entrega de la ciutat i altres fortaleses als romans d'Orient, cosa que es va produir el 1045. Miguel Iasites, duc d'Ibèria fou encarregat del govern i va fer tornar a l'emir de Dvin les fortaleses que ocupava i que els romans d'Orient havien solemnement promès que podria conservar. Tanmateix, no solament això sinó que van atacar Dvin, que esperaven ocupar. Tanmateix, Abul Uswar els va preparar un parany i desenes d'arquers amagats a les vinyes de la rodalia van anorrear l'exèrcit romà d'Orient. L'hivern del 1046-1047 els romans d'Orient van tornar a atacar Dvin sense èxit, però van conquerir les fortaleses que abans foren d'Aní: Sourb Mariam, Ampier o Anberd, Hagios Gregorios i Khelidonion (probablement la ciutadella d'Erevan).

### Dvin seljúcida
Abul Uswar de Dvin va concedir aquesta ciutat al seu fill Abu Nasr Iskandar ben Shawurd Abul Uswar (953). Abul Uswar es va sotmetre el 1055 a Toghrul Beg, i seguidament va dirigir una expedició a la ciutat romana d'Orient d'Aní. El seljúcida Alp Arslan, després d'un llarg setge, va ocupar Aní el 16 d'agost de 1064 i la ciutat fou donada en feu a Fadlun ben Abul Uswar, fill de l'emir de Dvin i Gandja. Quan el pare va morir el 1067 Fadlun va obtenir Dvin el 1072, mentre l'altra branca shaddàdida d'Abu Nasr governava a Gandja.
La branca xaddàdida de Dvin i Aní va governar fins al 1105 en què Dvin fou capturada per un amir turc de nom Kizil, per poc temps, per caure després en mans de Tughan Arslan, amir de Bidlis i Arzèn i vassall dels ortúkides. Durant les lluites entre Mahmud i Toghrul fou recuperada pel shaddàdida Fadl III el 1118, però al morir aquest el 1130 fou recuperada per un fill de Tughan Arslan anomenat Kurti. Fou llavors que l'avi de Saladí, el kurd Shadi, que vivia a Dvin (havia nascut a un llogaret proper) es va traslladar a Takrit.

### Dvin disputada entre georgians i ildegizides
L'any 1156 la població cristiana d'Aní es va aixecar contra l'emir xaddàdida Fakr al-Din Shaddad, vassall de Jordi III de Geòrgia, i va cedir la ciutat al seu germà Fadl ibn Mahmud, però la població no ho va acceptar i es va oferir a Jordi III, que va acceptar l'oferiment. Una coalició formada pel Xah-i Arman d'Ahlat Nasir al-Din Sukman II, el governant Ortúkida de Diyarbakır, Kadjm al-Din Alpi, i el saltúquida Izz al-Dîn Saltuk II d'Erzerum, però Jordi va derrotar els aliats que van posar setge a la ciutat i va marxar contra l'emir d'Erzerum a qui va fer presoner sent alliberat per un gran rescat. La captura d'Aní i la derrota dels saltúquides van permetre al rei georgià marxar cap a Dvin, saquejada l'agost/setembre de 1162 i la mesquita demolida. Tanmateix, la ciutat fou ocupada pels ildegízides el 1163.

### Dvin als kwarizmxahs
El 1225 la va ocupar Djalal al-Din el xa de Coràsmia però els georgians la van recuperar el 1228 sota Proš Xalbakian

### Destrucció de Dvin pels mongols
Entre 1236 i 1239 la ciutat fou destruïda pels mongols.

## Vida a Dvin
La ciutat tenia molts tallers artesanals, entre ells de teixits amb pel de cabra (anomenats mirizza), teixits anomenats armenis, tints vermells pel quermes (kirmis), teles de seda amb dibuixos anomenats buzyun, i una especialitat local apreciada a tots els països musulmans: els llaços de pantaló (tikha, plural tikak).

## Ruïnes
Les excavacions fetes el 1953 han posat a la llum el palau dels governadors i altres més antics, el palau del patriarca (construït vers 461-485), i la catedral (destruïda al terratrèmol del 893).